# Tor Browser
Tor Browser（トーアブラウザ）は、匿名化ネットワークTorを経由してインターネットへアクセスする為のオープンソースのウェブブラウザである。利用者に高度な匿名性を提供し、インターネット検閲の回避や、プライバシー保護などの目的で使われる。Tor Browserは、Torへアクセスする最も簡単な方法である。

## 概要
Tor Browserは、The Tor Projectが開発しているオープンソースのウェブブラウザであり、匿名化ネットワークTorを経由してインターネットへ接続し通常のウェブサイトおよび.onionドメインのウェブサイトを閲覧することができる。Mozilla Firefox ESRをベースに開発されている。Windows、Linux、macOS、Androidに対応している。
インターネット大量監視プログラム「PRISM」などが内部告発された後、内部告発された機密文書に「特定の状況下（脆弱性が見つかるか、ユーザーが設定を誤る場合）以外でTorユーザーの匿名性を破ることはできなかった」との記載が見つかり、PRISMなどの大量監視プログラムによる監視やその他の検閲から自身を守る手段としてTor Browserが注目されている。
また、2020年12月Firefox開発元のMozillaは、カザフスタン政府による中間者攻撃（カザフスタン政府による同様の試みは2019年8月にも発生）への対応として、カザフスタンのユーザーにTor Browserを使用してウェブへアクセスすることを推奨した。

## プライバシー保護

### IPアドレスの秘匿
Tor Browserは、Torサーバーを3回経由してウェブサイトへ接続するため、ウェブサイトに通知されるのはユーザーのIPアドレスではなくTorの出口リレーのIPアドレスである。したがって、ユーザーのIPアドレスが閲覧しているウェブサイトに漏洩しなくなる。

### フィンガープリンティングの防止
「フィンガープリンティング」は、特定の人物（の端末やブラウザ）をCookieを用いずに追跡するための仕組みで、広告などの表示に用いられるがプライバシー侵害が指摘されている。Tor Browserは、フィンガープリンティングを防止するため、画面サイズを制限し、ユーザーエージェントを固定し、ウェブサイトの表示言語を英語に設定し（任意の設定）、IPアドレスを秘匿することなどにより、できる限り全てのユーザーが同じ状態になり、Tor Browserの各ユーザーがフィンガープリンティングされるのを防いでいる。
ただし、ユーザーがTor Browserの設定を大幅に変更したり、Tor Browserに既定でインストールされている以外のアドオンを追加したりすると、この機能が低下する可能性がある。

### 履歴の自動削除
Tor Browserは常にプライベートブラウジングモードで動作するため、ウィンドウを閉じると、閲覧履歴、Cookieは自動的に削除され履歴は残らない。これにより、閲覧履歴などを第三者に勝手に閲覧される可能性を軽減できる。ただし、ブックマークは保持される。

### 検索エンジン
Tor Browserの既定の検索エンジンは、プライバシー保護を重視している検索エンジンのDuckDuckGoである。

## 外部サイト
- 公式ウェブサイト
- ダウンロードページ
- Android版Tor Browser - Google Play
- Android版Tor Browser - F-Droid